# 서울 방학동 은행나무
방학동 은행나무(放鶴洞 銀杏나무)은 서울특별시 도봉구 방학동에 있는 은행나무이다. 2013년 3월 28일 서울특별시 기념물 제33호로 지정되었다.

## 참고 자료
- 방학동 은행나무 - 국가유산청 국가유산포털